# بدر الدين الغزي
أبو البركات محمد بن محمد بن محمد بن عبد الله بدر بن عثمان بن جابر الغزي العامري القرشي الدمشقي الشافعي. أو محمد العامري الغزي الدمشقي بدر الدين (904 هـ - 984 هـ) الموافق (1499- 1577 م)  أحد علماء أهل السنة والجماعة.
ولد ليلة الاثنين رابع عشر ذي القعدة سنة 904 هـ. وطلب العلم صغيراً فقرأ القرآن الكريم على الشيوخ: محمد البغدادي ومحمد بن السبكي، ومحمد النشائي، ومحمد اليماني والشيخ سمعة القاري وجود عليه القرآن العظيم، وعلى الشيخ بدر الدين علي بن محمد السنهودي بروايات العشرة، وعلى الشيخ نور الدين علي الأشموني المقرئ، والشيخ شمس الدين محمد الدهشوري. ودرس الفقه، والعربية، والمنطق، على والده الشيخ رضي الدين.
قرأ في الفقه على شيخ الإسلام تقي الدين أبي بكر ابن قاضي عجلون وأكثر انتقاعه بعد والده عليه، وسمع عليه في الحديث، ثم أخذ الحديث، والتصوف على الشيخ بدر الدين حسن ابن الشويخ المقدسي. ثم رحل مع والده إلى القاهرة، فأخذ عن شيخ الإسلام زكريا الأنصاري. وأكثر انتفاعه في مصر به والبرهان بن أبي شريف، والبرهان القلقشندي والقسطلاني، وغيرهم. بقي في الاشتغال بالعلم بمصر مع والده نحو خمس سنوات، واستجاز له والده قبل ذلك من الحافظ جلال الدين السيوطي، وبرع، ودرس وأفتى، وألف وشيوخه أحياء.
رجع مع والده من القاهرة إلى دمشق، ودخلها في رجب سنة إحدى وعشرين وتسعمائة، تصدر بعد عوده من القاهرة للتدريس، والإفادة، واجتمعت عليه الطلبة، وهو ابن سبع عشرة سنة، واستمر على ذلك إلى الممات مشتغلاً في العلم تدريساً، وتصنيفاً، وتولى الوظائف الدينية كمشيخة القراء بالجامع الأموي، وإمامة المقصورة، ودرّس بالعادلية، ثم بالفارسية، ثم الشامية البرانية، ثم المقدمية، ثم التقوية، ثم جمع له بينها، وبين الشامية الجوانية.
وكان يكافئ على الهدية أضعافاً، وكان يعطي الطلبة كثيراً، ويكسوهم، ويجري على بعضهم، وإذا ختم كتاباً تدريساً، أو تصنيفاً، أولم وجعل ختماً حافلاً، ودعا أكابر الناس إليه، وفقراءهم، ثم أضافهم، وساوى في ضيافته بين الفقراء، والأمراء، وأحسن إلى الطلبة، وكان يحب الصوفية، ويكرمهم، وإذا سمع شيئاً مما ينكره الشرع بعث إليهم، ونصحهم.
مرض في ثاني شوال سنة أربع وثمانين وتسعمائة، واستمر مريضاً إلى يوم الأربعاء سادس عشر شوال المذكور، فتوفي عقب أذان العصر، وهو يسمع الأذان جالساً، وصلى عليه الجمع الغفير من الغد يوم الخميس بعد صلاة الظهر في الجامع الأموي، وتقدم للصلاة عليه الشيخ شهاب الدين العيثاوي، مفتي السادة الشافعية، بدمشق، ودفن بتربة الشيخ أرسلان خارج باب توما من أبواب دمشق.

## مؤلفاته
له مئة وبضعة عشر كتاباً، منها ثلاثة تفاسير، وحواش وشروح كثيرة، ورسائل. ومن مؤلفاته:
1. آداب العشرة وذكر الصحبة والأخوة.[4]
2. آداب النكاح.
3. ابهاج المحتاج في شرح المنهاج للنووي.
4. التخصيص في شرح شواهد التلخيص في المعاني والبيان.
5. تفسير آية الكرسي.
6. تقريب المعاهد في شرح الشواهد وهي تلخيص شرح الشريف العباسي لشواهد التلخيص.
7. التنقيب على ابن النقيب.
8. التيسير في التفسير منظوم.
9. جواهر الذخائر في الكبائر والصغائر.
10. حاشية على المحلى لابن حزم في الخلاف.
11. الدر الثمين في المناقشة بين أبي حيان والسمين.
12. الدر النضيد في آداب المفيد والمستفيد.
13. رسالة التمانع.
14. الزبدة في شرح قصيدة البردة
15. شرح الألفية لابن مالك في النحو ثلاثة منثور ومنظومان.
16. شرح منظومة جمع الجوامع لوالده.
17. العقد الجامع في شرح درر اللوامع لابن أبي شريف.
18. فصل الخطاب لوصل الاحاب في اثني عشر ألف بيت.
19. المراح في المزاح.[5]
20. المطالع البدرية في الرحلة الرومية.[6]

وغيرها من الكتب.